# 鹽埔鄉
22°45′16″N 120°34′21″E / 22.7544271°N 120.5724080°E
鹽埔鄉位於台灣屏東縣西北方，地處屏東平原之上，東側地勢較高，行政區域呈一長方形狀，東西狹長。北鄰高樹鄉，東端接三地門鄉、內埔鄉，南鄰長治鄉，西與西北鄰九如鄉、里港鄉。

## 歷史
鹽埔鄉原是由平埔原住民營居，介於山地與平地間的一片草埔。相傳明清時期，泉州漢人前來開墾，以十台車的食鹽向平地原住民換取這片土地；當時山地與平地間的草原地帶常被稱為「埔」，取其以食鹽換來的埔地之意，故名為「鹽埔」。或謂早期阿里港商人批發食鹽，因此地乾旱而作為曝曬或囤積之所，鹽埔之名始現。
本鄉於清代隸屬台南府鳳山縣，西部為武洛溪漫流之地，少有人煙；東近高山原住民據地，開發較早。清治初期，漳泉移民湧入，開墾鹽北、西瓜園、隘寮、高朗朗等地。乾隆25年（1760）之番界線，已移往鹽埔東方近山地帶，可知當時今鹽埔鄉境內已有不少漢人村莊。乾隆28年(1763)，土地契約上已出現鹽埔庄的地名。乾隆時期鹽埔東邊設有雙溪口隘。同一時期此地亦設有山豬毛汛。乾隆末期，有黃姓人家入墾。道光年間，建媽祖廟朝鳳宮，為鹽埔地區最早興建的廟宇。光緒年間輿圖可見高郎、鹽埔等地名。
日治時期轉屬高雄州屏東郡稱鹽埔庄，設鹽埔庄役場於中村，管轄鹽埔、仕絨、新圍、高朗朗、西瓜園、彭厝、新大路關、舊大路關、舊隘寮、溪埔寮、下庄仔等部落。1930年代末期，下淡水溪整治計畫完成，日本政府開始開發武洛溪溪埔地，多以蔗糖、菸草相關產業為主，另設有常盤移民村。
戰後廢郡庄改隸高雄縣屏東區鹽埔鄉，庄役場改鄉公所。1950年，行政區域調整，改隸屏東縣。新大路關與舊大路關因隘寮溪阻隔，交通不便，劃歸高樹鄉；下庄仔距九如鄉較近，劃歸九如鄉。故本鄉迄今，轄有鹽北、鹽中、鹽南、仕絨、高朗、振興、久愛、新圍、新二、彭厝、洛陽、永隆十二村。

## 聚落
- 鹽埔：鹽中、鹽南、鹽北三村，為鹽埔最早開發之地。
- 新莊仔：新圍、新二村，街市熱鬧。
- 高朗朗：或稱高朗，源自平埔族語，以代天府為祭祀中心。
- 振興村：昔稱西瓜園或西瓜寮，另有北村、客人厝聚落。
- 久愛村：古稱舊隘寮，另有聚落錦隆。
- 仕絨村：有新平、仕絨兩處聚落。
- 洛陽村：昔稱半分仔，因其一半屬於九如、一半屬於鹽埔，另有七分仔、茄苳仔兩處聚落。
- 永隆村：溪埔寮、大山寮兩處聚落。古聚落永昌因不明原因廢庄，炳輝寮（龔厝）亦然。
- 彭厝村：古有舊彭厝，因水患與族群衝突等原因，一些漢人居民遷往新彭厝。[5]

## 人口

### 分布與變化
根據屏東縣里港戶政事務所統計，2024年底鹽埔鄉戶數約8.2千戶，人口約2.4萬人，鄉內人口最多與最少的村分別是新二村與永隆村，2024年底兩村人口分別為3,774人與556人。鹽埔鄉人口在1995年達到28,843人的巔峰值，但此後開始減少。

### 族群
1926年的普查統計中，屏東郡鹽埔庄，6,400人籍貫為福建、2,100 人為廣東。（以移民時清朝及明朝的區域劃分福建省及廣東省。）
| 省份／居民（百人） | 福建 64 | 福建 64 | 福建 64 | 福建 64 | 福建 64 | 福建 64 | 福建 64 | 福建 64 | 福建 64 | 廣東 21 | 廣東 21 | 廣東 21 | 其他 -- |
| ------------------ | ------- | ------- | ------- | ------- | ------- | ------- | ------- | ------- | ------- | ------- | ------- | ------- | ------- |
| 州府／居民（百人） | 泉州 19 | 泉州 19 | 泉州 19 | 漳州 20 | 汀州 -- | 龍巖 9  | 福州 8  | 興化 3  | 永春 5  | 潮州 15 | 嘉應 4  | 惠州 2  | 其他 -- |
| 地區／居民（百人） | 安溪 9  | 同安 10 | 三邑 -- | 漳州 20 | 汀州 -- | 龍巖 9  | 福州 8  | 興化 3  | 永春 5  | 潮州 15 | 嘉應 4  | 惠州 2  | 其他 -- |
| 占比               | 10.6%   | 11.8%   | --      | 23.5%   | --      | 10.6%   | 9.4%    | 3.5%    | 5.9%    | 17.6%   | 4.7%    | 2.4%    | 100%    |

1926年的資料顯示，鹽埔鄉漳泉移民人數相當，各約百分之二十，另有龍巖州、永春州等地移民，鄉貫別較為複雜。與鹽埔本區的原始大租型態有關。因該地多為番大租，非一般漢人墾號的形式，故籍貫統計較爲不均，昔日屏東地區僅里港鄉有相似分佈。此外，鹽埔之臺灣潮州人比例甚高，在今屏東縣僅低於潮州鎮之29.7%。對比1925年之國勢調查，鹽埔庄的潮州裔大多被認定為「廣東人」，即客家人。籍貫調查中彭厝庄、大路關庄兩地人口之和與1925年國勢調查鹽埔一地「廣東人」之統計相差無幾，可推斷當時鹽埔庄之潮州人屬客家民系機率為大。
| 地區   | 福建系 | 廣東系 | 平埔族 | 高砂族 |
| ------ | ------ | ------ | ------ | ------ |
| 鹽埔   | 3,724  | 105    | 20     | 1      |
| 新圍   | 4,404  | 81     | 26     | 13     |
| 彭厝   | 1,153  | 842    | 406    | 1      |
| 大路關庄 | 25     | 1,674  | 26     | 11     |

戰後，彭厝庄一部分劃歸九如鄉玉泉村，包括主要的客籍聚落（今玉泉村下庄、圳寮、溪底）。而大路關劃為高樹鄉。今日鹽埔鄉除了洛陽村七分仔有客家人之聚落，永隆村溪埔寮為馬卡道族群居地之外，其餘居民皆為福佬人。

## 政治

### 歷任首長
| 屆次 | 鄉長               | 黨籍       |
| ---- | ------------------ | ---------- |
| 1    | 葉慶源             |            |
| 2    | 葉慶源             |            |
| 3    | 鄭丁全             |            |
| 4    | 鄭丁全             |            |
| 5    | 葉慶臨             |            |
| 6    | 陳耀明             |            |
| 7    | 陳耀明             |            |
| 8    | 馮萬喜             |            |
| 9    | 王新坤             |            |
| 10   | 王新坤             |            |
| 11   | 鄭景濃             |            |
| 12   | 鄭景濃             |            |
| 13   | 呂耀嘉             | 中國國民黨 |
| 14   | 江維屏             | 中國國民黨 |
| 15   | 鄭雙銓             | 無黨籍     |
| 16   | 鄭雙銓             | 無黨籍     |
| 17   | 呂清輝（當選無效） | 民主進步黨 |
| 17   | 葉明博（當選無效） | 無黨籍     |
| 17   | 張平和（代理）     |            |
| 18   | 呂家萱             | 民主進步黨 |
| 19   | 呂家萱             | 民主進步黨 |

### 鄉政組織
鹽埔鄉公所是鹽埔鄉最高層級的地方行政機關，在中華民國政府架構中為鄉自治的行政機關，同時負責執行縣政府及中央機關委辦事項。鹽埔鄉的自治監督機關為屏東縣政府。鄉長由全體鄉民直接選舉產生，任期為四年，可連選連任一次。鹽埔鄉公所並置鄉政會議，為鄉政最高決策機構，在鄉長之下，設有5課4室等9個內部單位及4個附屬機關。
鹽埔鄉民代表會是鹽埔鄉的最高民意機關，代表鹽埔鄉全體鄉民立法和監察鄉政。鄉民代表由公民直選選出，任期為四年，可連選連任。鹽埔鄉民代表會共有11位鄉民代表，分別為第一選區5席鄉民代表、第二選區1席鄉民代表、第三選區3席鄉民代表、第四選區2席鄉民代表，主席、副主席由11位鄉民代表互選產生。

### 行政區
現今鹽埔鄉行政範圍的確立，來自於1950年，調整行政區域，將原屬鹽埔鄉的舊大路關、新大路關改納入高樹鄉，同時鹽埔鄉改隸新成立的屏東縣。
鹽埔鄉共轄12個村：
- 久愛村、永隆村、高朗村、彭厝村、新圍村、鹽北村
- 仕絨村、洛陽村、振興村、新二村、鹽中村、鹽南村

| 鹽埔鄉行政區劃                                                                       |
| 永隆村 仕絨村 彭厝村 洛陽村 鹽北村 鹽中村 b a 新 二 村 新 圍 村 高朗村 久愛村 振興村 |
| 備註：鹽中村（b）被鹽南村（a）分為三塊。                                             |

## 公共服務

### 警政治安
- 屏東縣政府警察局里港分局
  - 鹽埔分駐所
  - 新圍派出所
  - 振興派出所

### 消防
- 屏東縣政府消防局第一大隊
  - 鹽埔分隊

## 教育

### 大專

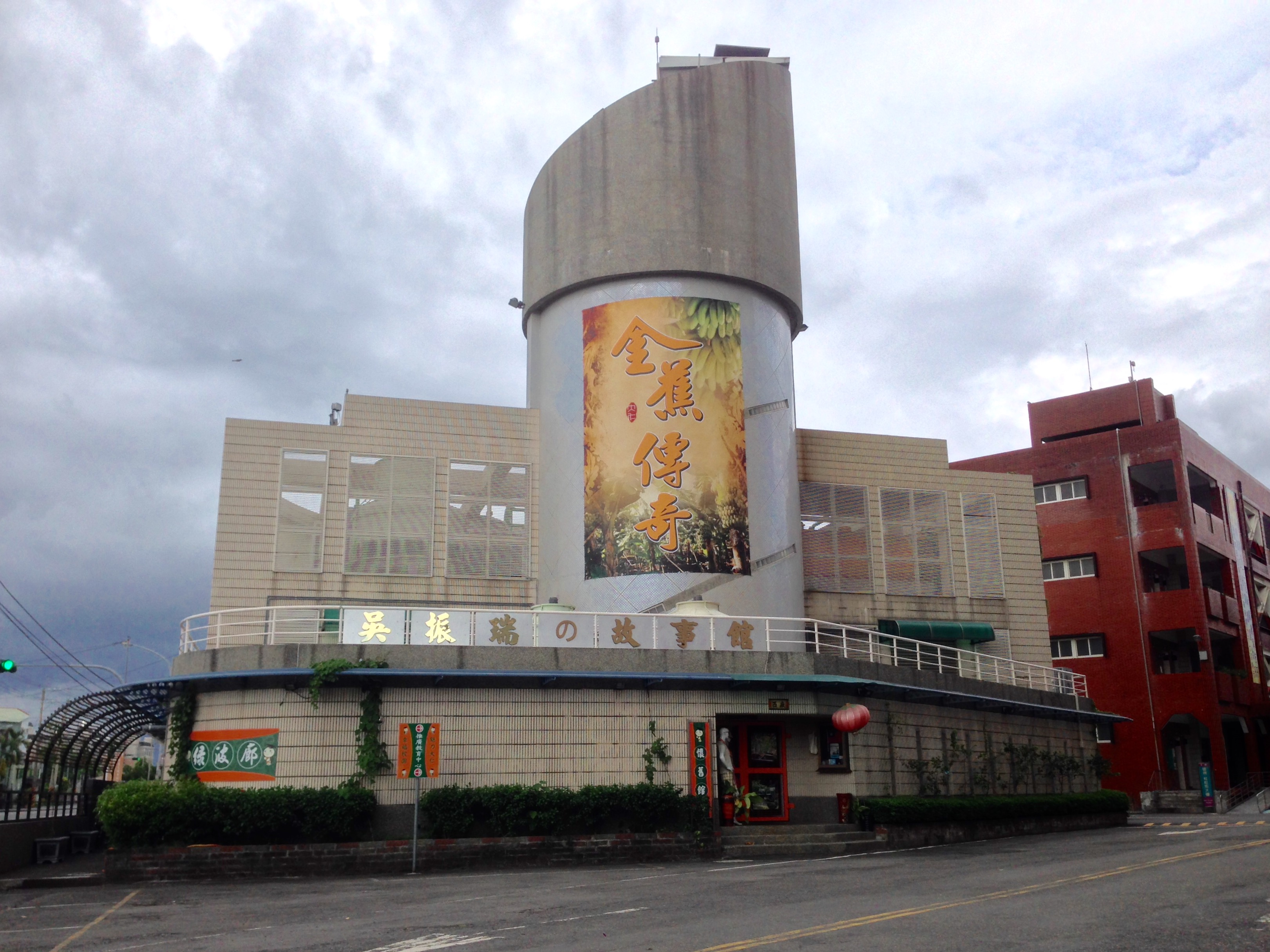
大仁科技大學吳振瑞故事館

- 大仁科技大學

### 高級中等學校
- 國立屏北高級中學

### 國民中學
- 屏東縣立鹽埔國民中學

### 國民小學
- 屏東縣鹽埔鄉鹽埔國民小學
- 屏東縣鹽埔鄉仕絨國民小學
- 屏東縣鹽埔鄉高朗國民小學
- 屏東縣鹽埔鄉振興國民小學
- 屏東縣鹽埔鄉新圍國民小學
- 屏東縣鹽埔鄉彭厝國民小學

## 交通

### 公路
國道
- 國道三號（福爾摩沙高速公路）
  - 屏東交流道（396k，實際位於長治鄉）

省道
- 台24線
- 台27線

鄉道
- 屏17線
- 屏18線
- 屏19線
- 屏22線
- 屏24線
- 屏25線
- 屏28線
- 屏37線

## 旅遊

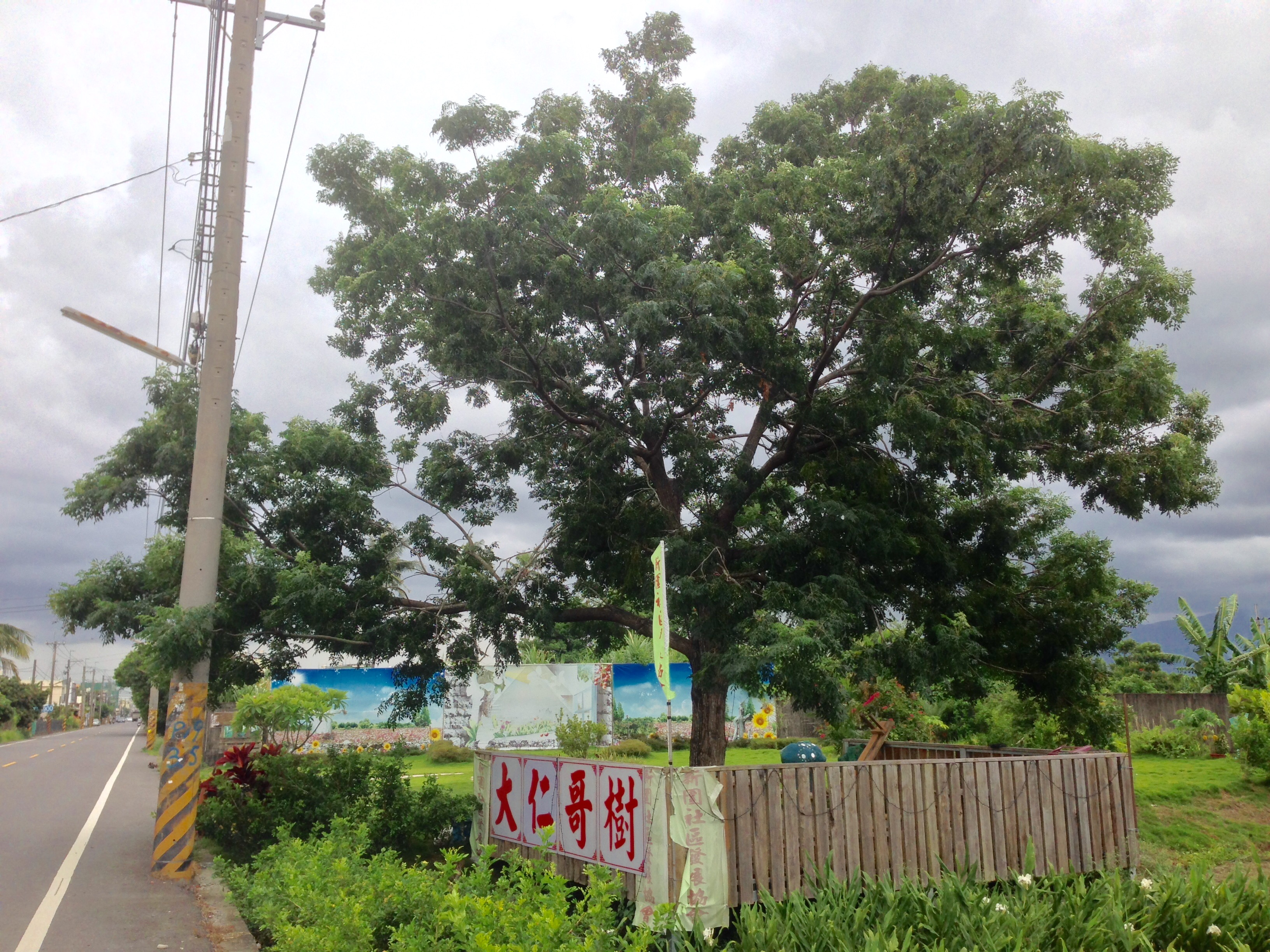
位在新圍村德協路旁，被稱為「大仁哥樹」的苦楝樹。

- 朝鳳宮：主祀天上聖母，創建於道光年間。
- 代天府：主祀池府千歲，創建於1907年。
- 紫雲寺：主祀觀世音菩薩，創建於清末。
- 振隆宮：主祀謝府元帥，創建於1945年。
- 葉家古厝
- 蕭家古厝

## 特產

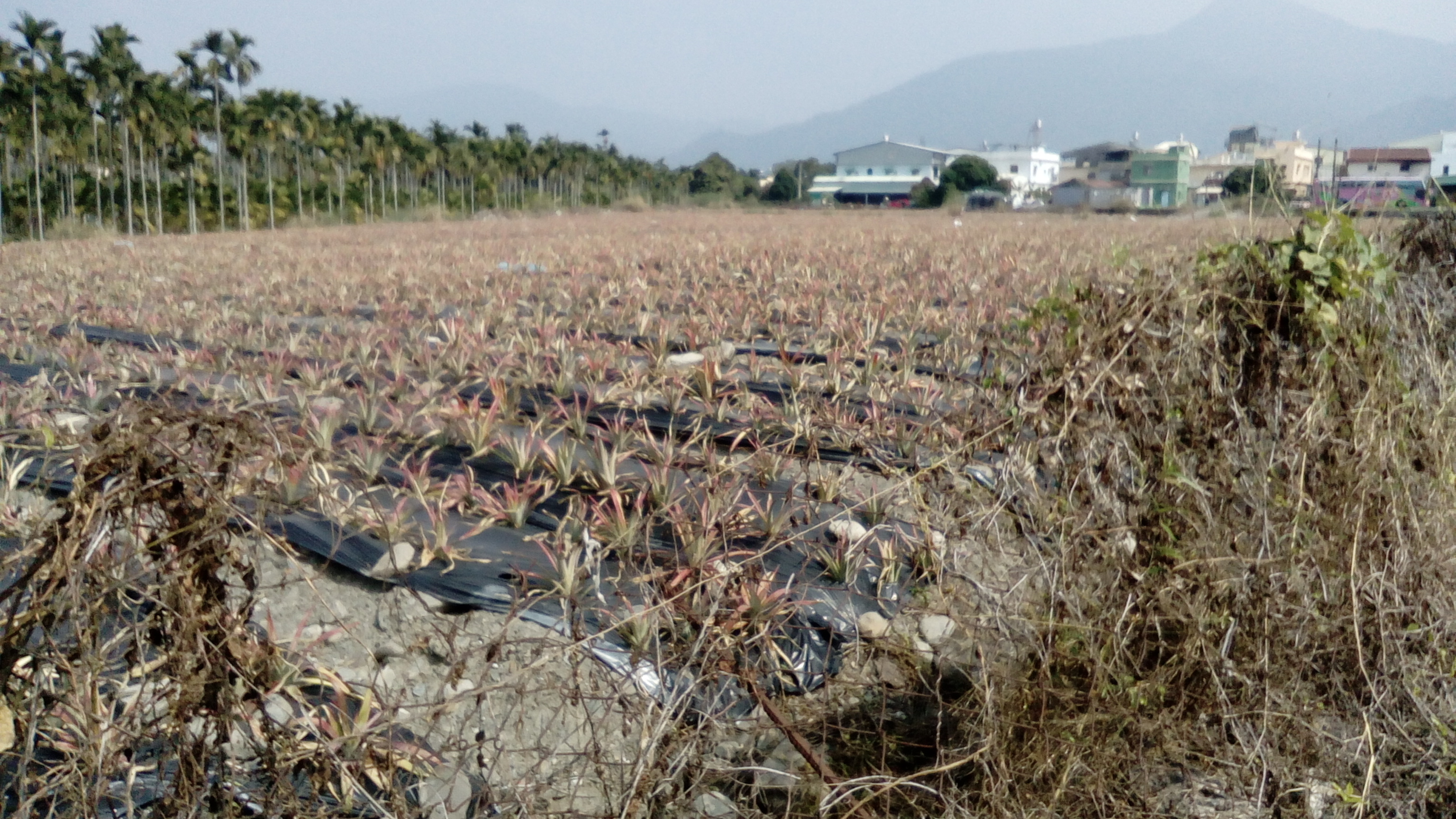
位於鹽埔鄉久愛村的一處鳳梨田

- 水稻、蓮霧、棗子、鳳梨、玉蘭花、紅甘蔗、鹽埔鄉芒果相當具有特色，尤其本土品種。將來會有更多品種出現。
- 花卉[19]

## 外部連結
- 屏東縣鹽埔鄉公所 （页面存档备份，存于）
- OpenStreetMap上有關鹽埔鄉的地理